# ボスニア語
ボスニア語（ボスニアご、bosanski jezik）は、南スラヴ語群に属する言語の標準形の一つであり、セルビア・クロアチア語のシュト方言が基本となっている。
ボスニア・ヘルツェゴビナをはじめとする、旧ユーゴスラビア諸地域において、特にセルビア・クロアチア諸語を話すイスラム教徒の多くは自身をボシュニャク人と規定し、その母語をボスニア語と考えている。
ラテン文字による表記が標準的であるが、キリル文字も使用される。「ボスニア語」という名前は、ボシュニャク人のボスニア語話者に共通に受け入れられており、また言語コードの規格ISO 639にもこの名前で掲載されている。

## 歴史
ボスニア語は、ラテン文字とキリル文字を使用する。ボシュニャク人はさらに他の文字も使用・作成したが、標準とはならなかった。例として、ボスニア・キリル文字Bosančica（「ボスニア独自の文字」という意味）、Begovica（貴族用）を作った。また、アラビア文字をアレビツァと呼んで使用した。
皮肉にも、ボスニア人のボスニア語話者は、口語レベルの語彙においては、歴史的経緯により、言語学的にはセルビア語とクロアチア語と同じである。しかし、標準化は歴史的経緯から、最終的に19世紀まで失敗に終わった。なお、最初のボスニア語の辞書は、1631年にムハンマド・ヘヴァジ・ウスクフィ（Muhamed Hevaji Uskufi）により編纂された、ボスニア語とトルコ語の韻語語彙辞書である。
しかし、定期的に書かれ発行されたクロアチア語の辞書とは異なり、ウスクフィの辞書は孤立した単独のものだった。これには二つの理由がある。
1. ボシュニャク人の知識人達は、書き物をしたり出版したりする時、たいてい外国語（アラビア語、トルコ語、ペルシャ語）を使用した。改変したアラビア文字で書かれたボスニア語の書籍は、少なく非常に希薄なものだった。
2. ボシュニャク人のセルビア・クロアチアからの国家的解放はかなり遅れた。また、言語問題の本質は文化的なものではなく、宗派的なものであったので、独自のボスニア語についての計画は興味または支援を得にくかった。

19世紀及び20世紀の、ボシュニャク人のための言語の規定は、ボスニア・ヘルツェゴビナの外で書かれた。恐らく、普遍的なボスニャク人の書き手たち（世紀の変わり目には「ボスニャク人の復興」と呼ばれた）の語彙は、どちらかと言えばクロアチア寄りで（西部のイェ方言の語彙、ラテン文字）、ボスニア寄りではなかった。しかし、明確にそれと分かるボスニアのムスリムの特性（特に語彙）は備えていた。「ボスニャク人のルネッサンス」の主な著者は、碩学の人、かつ政治家で詩人でもあるサフヴェト＝ベグ・ベシャギッチ（Safvet-beg Bašagić）と、『poète maudit』ムサ・チャジム・チャティッチ（Musa Ćazim Ćatić）、それに小説家エドヘム・ムラブディッチ（Edhem Mulabdić）である。
ユーゴスラビアが成立して政体が変化した時期の語彙は、セルビアの影響を大きく受け、ラテン文字が支配的になった。ユーゴスラビア崩壊後は、ボシュニャク人とボスニア人は、国家の標準言語としての「ボスニア語」の名の下に、元の語彙に立ち返った。
文章語においては、ボスニア語は1990〜2000年代頃から独特の姿を取り始めている。語彙はイスラム語系や東洋の言語からの借用語がかなり増えつつある。音声上・音韻上でも、特に音素/h/は、ボスニャク人の話法や慣例上の特徴として、多くの言葉で復活しつつある。さらに、文法、形態論、綴りに、第一次世界大戦前、20世紀初頭の「ボシュニャク人のルネッサンス」時代への回帰が見られる。

## 論争
この言語の名前「ボスニア語」は、近隣するクロアチアとセルビア人の間で論争の種となっている。クロアチア人とセルビア人は、それぞれ自分たちの言語のことをクロアチア語、セルビア語と呼ぶが、ボスニア・ヘルツェゴビナの一部であるスルプスカ共和国の憲法では、セルビア政府のように、公式にボスニア語のことを「ボシュニャク人の話す言語」（Jezik kojim govore Bošnjaci）と規定している。
セルビアでは、言語名としては「ボシュニャク語」と規定された。クロアチアの優秀な言語学者（Radoslav Katičić、Dalibor Brozović、Tomislav Ladan）は、ボスニアの言語の適切な名前は「ボスニア語」ではなく「ボシュニャク語」になるだろう、としている。「ボスニア語」はすべてのボスニア人にとって国家の標準的言語名であり、ボシュニャク人だけのものではない。この問題についてのクロアチアの公式な規定はないが、公刊物（たとえばクロアチアの百科事典や大学の教本）では、ボシュニャク人の言語はボシュニャク語としている。
観察すべき重要な点として、デイトン合意では、ボシュニャク人によって話されるボスニア・ヘルツェゴビナの言語を、公式にボスニア語として認定・指定していることである。この公式な区別と認定は、ボスニア・ヘルツェゴビナ大統領アリヤ・イゼトベゴビッチ、クロアチア大統領フラニョ・トゥジマン、及びセルビア大統領スロボダン・ミロシェヴィッチ（Slobodan Milošević）により署名されている。このことは、ボスニア・ヘルツェゴビナの言語が公式にボスニア語であるとして認められる証左となるだろう。

## 音韻論

### 母音
ボスニア語の母音はシンプルで、5つの母音からなる。すべての母音は単母音である。
| ラテン文字 | キリル文字 | IPA | X-SAMPA | 説明               | 日本語での近似         |
| ---------- | ---------- | --- | ------- | ------------------ | ---------------------- |
| i          | и          | [i] | [i]     | 非円唇前舌狭母音   | い                     |
| e          | е          | [e] | [E]     | 非円唇前舌狭半母音 | え                     |
| a          | а          | [ä] | [a]     | 非円唇中舌広母音   | あ                     |
| o          | о          | [o] | [o]     | 円唇後舌狭半母音   | お                     |
| u          | у          | [u] | [u]     | 円唇後舌狭母音     | う（ただし唇を丸める） |

### 子音
子音の体系は複雑で、破擦音、硬口蓋音には独特の特徴がある。英語などと同様に、発声の有無は音素的に対立するが、帯気はそうではない。
|          | ラテン文字 | キリル文字 | IPA | X-SAMPA | 説明                 | 英語での近似           |
| -------- | ---------- | ---------- | --- | ------- | -------------------- | ---------------------- |
| ふるえ音 | r          | р          | [r] | [r]     | 歯茎ふるえ音         | 舌を丸めた carrambaのr |
| 接近音   | v          | в          | [ʋ] | [P]     | 唇歯接近音           | vase                   |
| 接近音   | j          | ј          | [j] | [j]     | 口蓋接近音           | yes                    |
| 側面音   | l          | л          | [l] | [l]     | 側面歯茎接近音       | lock                   |
| 側面音   | lj         | љ          | [ʎ] | [L]     | 側面口蓋接近音       | volume                 |
| 鼻音     | m          | м          | [m] | [m]     | 両唇鼻音             | man                    |
| 鼻音     | n          | н          | [n] | [n]     | 歯茎鼻音             | not                    |
| 鼻音     | nj         | њ          | [ɲ] | [J]     | 口蓋鼻音             | canyon                 |
| 摩擦音   | f          | ф          | [f] | [f]     | 無声唇歯摩擦音       | phase                  |
| 摩擦音   | s          | с          | [s] | [s]     | 無声歯茎摩擦音       | some                   |
| 摩擦音   | z          | з          | [z] | [z]     | 有声歯茎摩擦音       | zero                   |
| 摩擦音   | š          | ш          | [ʃ] | [S]     | 無声歯茎後部摩擦音   | sheer                  |
| 摩擦音   | ž          | ж          | [ʒ] | [Z]     | 有声歯茎後部摩擦音   | vision                 |
| 摩擦音   | h          | х          | [h] | [h]     | 無声声門摩擦音       | hat                    |
| 破擦音   | c          | ц          | [ʦ] | [ts]    | 無声歯茎破擦音       | pots                   |
| 破擦音   | dž         | џ          | [ʤ] | [dZ]    | 有声後部歯茎破擦音   | dodge                  |
| 破擦音   | č          | ч          | [ʧ] | [tS]    | 無声後部歯茎破擦音   | chair                  |
| 破擦音   | đ          | ђ          | [ʥ] | [dz\]   | 有声歯茎硬口蓋破擦音 | schedule               |
| 破擦音   | ć          | ћ          | [ʨ] | [ts\]   | 無声硬口蓋破擦音     | nature                 |
| 破裂音   | b          | б          | [b] | [b]     | 有声両唇破裂音       | abuse                  |
| 破裂音   | p          | п          | [p] | [p]     | 無声両唇破裂音       | top                    |
| 破裂音   | d          | д          | [d] | [d]     | 有声歯茎破裂音       | dog                    |
| 破裂音   | t          | т          | [t] | [t]     | 無声歯茎破裂音       | talk                   |
| 破裂音   | g          | г          | [ɡ] | [g]     | 有声軟口蓋破裂音     | god                    |
| 破裂音   | k          | к          | [k] | [k]     | 無声軟口蓋破裂音     | duck                   |

子音クラスタ内の子音は、すべて有声となるか無声となる。子音クラスタ内のすべての子音は、最後の子音が有声子音であれば有声となり、最後の子音が無声子音であれば無声となる。この法則は、接近音には当てはまらない。したがって、ひとつの子音クラスタの中に、有声接近音と無声子音は共存し得る。また、外来語（例えば、「Washington」は「Vašington」（ラテン）か「Вашингтон」（キリル）と転記される）や個人名、子音が一つの音節の中に収まっていない場合も、有声子音と無声子音が連続し得る。
rは、単語によっては音節の核となり、母音と同様の役割を果たす（場合によっては長いアクセントを持ち得る）。たとえば、早口言葉「na vrh brda vrba mrda」は4語に音節rを含んでいる。同様の特徴は、チェコ語、スロバキア語、マケドニア語にある。非常に稀なケースとして、lが同様に音節となりうる（川の名前の"Vltava"では、'l'は音節の核である）。専用語の中のlj, m, n, njも同様である。